# Mouhijärvi
Mouhijärvi est une ancienne municipalité du sud-ouest de la Finlande. Elle se situe dans la région du Pirkanmaa et la province de Finlande occidentale.
Le 1er janvier 2009, elle a fusionné avec Vammala et Äetsä pour former la nouvelle ville de Sastamala.

## Histoire
Le secteur est peuplé depuis l'âge de la pierre.
La première mention écrite du petit village date de 1540. Un registre d'impôts signale alors un village comptant environ deux dizaines de foyers. Le XVIIe siècle voit la création du manoir royal de Selke (1613) par le roi de Suède Gustave II Adolphe et une forte croissance de la population.
C'est Per Brahe, gouverneur général de Finlande, qui entérine formellement la création de la paroisse de Mouhijärvi. Il décide en effet le 8 octobre 1639 de scinder en deux la paroisse de Sastamala. La partie nord reçoit le nom d'Ylä-Sastamala (haute Sastamala) qui prendra ensuite le nom de Mouhijärvi. La paroisse regroupe alors le territoire actuel de la commune, mais aussi Lavia et Suodenniemi (ancienne commune aujourd'hui rattachée à Vammala).
En 1858, une nouvelle église est édifiée pour remplacer l'ancienne devenue vétuste. C'est alors une des plus grandes de la province.
Après une chute très violente de la population au cours des années 1960 et 1970, la commune a depuis bénéficié de la relative proximité de l'agglomération de Tampere, entamant une lente remontée et franchissant en 2005 le seuil des 3 000 habitants.

## Géographie
La commune est petite mais vallonnée. Le centre administratif se situe à 41 km de Tampere à proximité de la nationale 11 menant à Pori (à 74 km). La capitale provinciale Turku est à 150 km et Helsinki à 215 km.
Outre le centre administratif Uotsola, on trouve une autre agglomération significative, Häijää, et 26 petits villages. Les municipalités limitrophes sont Vammala au sud et à l'ouest, Hämeenkyrö au nord et Nokia à l'est.